# Agnolotti pavesi
Gli agnolotti pavesi (in dialetto pavese agnolot o agnulot) sono una pasta all'uovo ripiena tipica dell'Oltrepò Pavese, zona della provincia di Pavia, nella Lombardia meridionale. 

## Caratteristiche

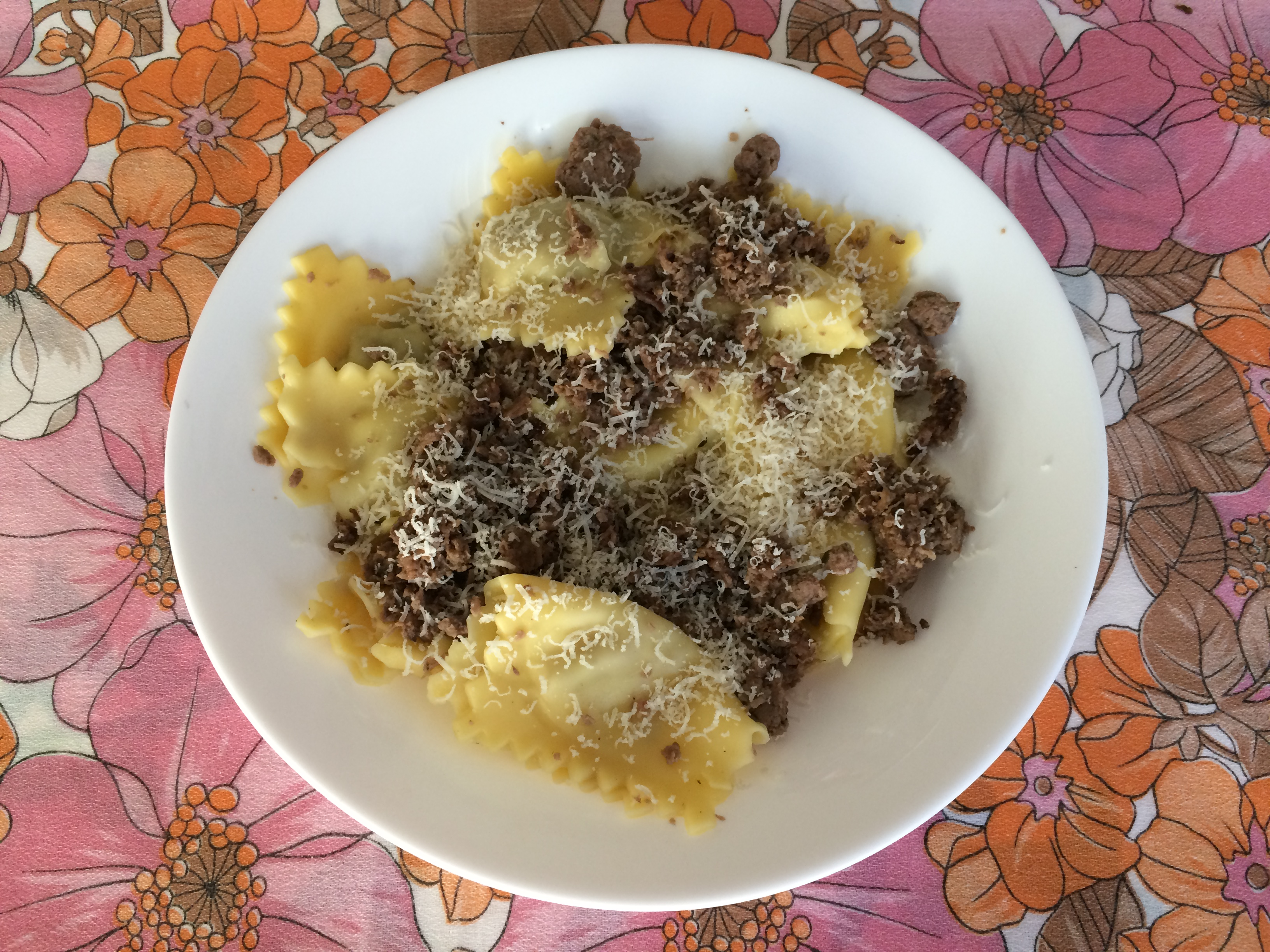
Un piatto di agnolotti pavesi asciutti, con il condimento a base di stufato alla pavese

Il ripieno di questo tipo di agnolotti è a base di stufato alla pavese. Gli agnolotti pavesi possono essere serviti asciutti, con il condimento a base di stufato alla pavese, oppure in brodo. È un piatto tipico della tradizione natalizia.

## Storia

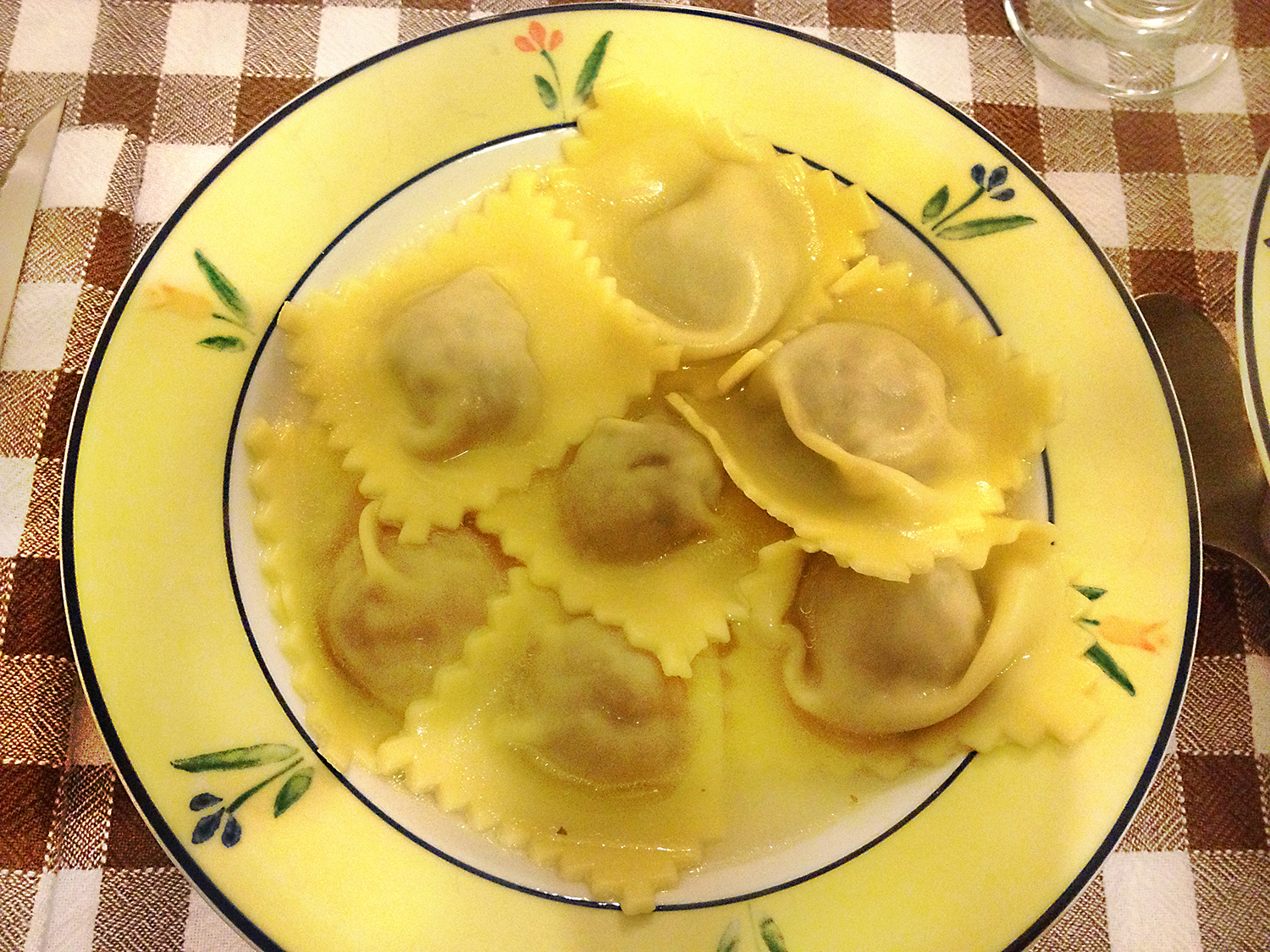
Agnolotti pavesi in brodo

La ricetta di questa pasta all'uovo ripiena mostra le influenze della cucina piemontese e di quella piacentina. Dalla prima è stato mutuata la forma della pasta, che è la medesima degli agnolotti piemontesi, dalla seconda il ripieno: lo stufato alla pavese è simile allo stracotto alla piacentina, che costituisce il ripieno degli anolini alla piacentina. 
L'origine del nome "agnolotto" è incerta: la tradizione popolare identifica in un cuoco monferrino di nome Angiolino, detto Angelot, la formulazione della ricetta; in seguito la specialità di Angelot sarebbe diventata gli attuali agnolotti piemontesi. Questi ultimi, in particolare, si differenziano dagli agnolotti pavesi per il ripieno, che è invece a base di carne arrosto.